# Phalonidia dysodona
Phalonidia dysodona es una especie de polilla del género Phalonidia, categorizada en la tribu Cochylini, de la subfamilia Tortricinae.

## Distribución
Se distribuye por Europa: Rusia, en Krai de Jabárovsk.

## Taxonomía
Fue descrita por Caradja en 1916.
Tratamiento taxonómico
La especie aparece registrada y publicada en Dt. ent. Z. Iris 30: 52.